# French Community Championships
Il French Community Championships è stato un torneo femminile di tennis che si disputava a Knokke-Heist in Belgio su campi in terra rossa.

## Albo d'oro

### Singolare
| Anno | Campionessa                   | Finalista           | Punteggio        |
| ---- | ----------------------------- | ------------------- | ---------------- |
| 1999 | María Antonia Sánchez Lorenzo | Denisa Chládková    | 6(2)–7, 6–4, 6–2 |
| 2000 | Anna Smashnova                | Dominique van Roost | 6–2, 7–5         |
| 2001 | Iroda Tulyaganova             | Gala León García    | 6–2, 6–3         |

### Doppio
| Anno | Campionesse                     | Finalista                           | Punteggio     |
| ---- | ------------------------------- | ----------------------------------- | ------------- |
| 1999 | Eva Martincová Elena Wagner     | Evgenija Kulikovskaja Sandra Načuk  | 3–6, 6–3, 6–3 |
| 2000 | Giulia Casoni Iroda Tulyaganova | Catherine Barclay-Reitz Eva Dyrberg | 2–6, 6–4, 6–4 |
| 2001 | Virginia Ruano Magüi Serna      | Ruxandra Dragomir Andreea Vanc      | 6–4, 6–3      |